# Nudo de Paramillo
El Nudo de Paramillo se ubica en la Cordillera Occidental en los Departamentos de Antioquia y Córdoba; así mismo también nacen la Serranía de San Jerónimo, que separa las cuencas de los ríos San Jorge y Sinú; y la Serranía de Ayapel, que divide las cuencas de los ríos San Jorge y Cauca y también sirve de límite entre los departamentos de Antioquia y Córdoba.

### Ubicación
Situado en los municipios de Ituango, Dabeiba y Peque en Antioquia y Montelibano, Puerto Libertador y  Tierralta en Córdoba. Entre municipios que lo rodean; están Chigorodó, Mutatá, Carepa, Tarazá, Cáceres y Caucasia en Antioquia.

### Fauna
Alberga una de las mayores concentraciones de fauna y flora nativa de norte de Suramérica. Dentro de los mamíferos más llamativos de la región figuran las dos especies de dantas, la primera de distribución chocoana y centroamericana y la segunda de distribución andina; el oso Congo, el venado y varias especies de primates: como el mico cariblanco, el mono colorado, la marteja o mico de noche, el tití blanco y la marimonda.
En el grupo de las aves se encuentran, entre otras, paujiles opavones, guacharacas, perdices, águila blanca, cotingas, pipirido,tiránidos, mirla negra, mieleros, azulejos montañeros y la chisga. Entre las aves endémicas se encuentran: la cotorra, la torcaza, el tominejo, el carbonero, los trepatroncos y el formicarido. Se encuentran peces como el bocachico. También se encuentran reptiles tales como la tortuga bache, la icotea, el morrocoy o morroco, la babilla y el caimán coré.

### Flora
Los árboles más frecuentes en la selva húmeda del piso térmico cálido son la cuipa o volador (Cavanillesia platanifolia) y la ceiba bonga (Ceiba pentandra). También se encuentran el abarco o piloncillo (Cariniana pyriformis), el ají (Clarisia racemosa), los caimos (Pouteria spp.), el cedro carmín (Cedrela augustifolia), el bongo vaquero o papayote (Jacaratia digitata) y maquenque (Oenocarpus sp.). En los sitios más altos, es decir, el páramo, existen el frailejón (Espeletia occidentalis subsp. Occidentalis) y Aragoa pennelli.

### PNN Paramillo
El Parque nacional natural Paramillo se encuentra ubicado en el extremo norte de la Cordillera Occidental en Colombia. Su superficie hace parte de los departamentos de Córdoba y Antioquia. Los municipios más cercanos al mismo son Tierralta, Montelíbano y Puerto Libertador en Córdoba, y Peque, Ituango, Mutatá, Dabeiba, Chigorodó, Carepa, Apartadó, Caucasia, Cáceres y Tarazá en Antioquia.
En el parque se pueden apreciar diversos climas que van desde páramo a tierra caliente, por lo que incluye ecosistemas tales como páramo andino, selvas y bosques montañosos. En el parque tienen su origen los ríos Verde y Esmeralda, afluentes del Río Sinú, y el Río Sucio, afluente del Río San Jorge.
El parque fue comprado por la nación a las familias que colonizaron el terreno. Fue fundado en 1977.

### Historia
Durante la Conquista desaparecieron los Zenúes, quienes compartieron el lugar con los Katíos que se concentraron primordialmente en el valle del río Penderisco. Estos últimos indígenas son los actuales pueblos Emberás que tienen poca relación cultural con los antiguos Katíos. Pero aun se conservan varios reguardos zenues, como el reguardo zenu alto san jorge. 
Esta es una de las áreas más afectadas por el conflicto armado interno en Colombia, presentándose combates y batallas (Batalla del Nudo de Paramillo) entre grupos guerrilleros(ELN, FARC-EP ahora Disidencias de las FARC-EP), paramilitares (AUC, ahora Clan del Golfo y los Caparrapos) y las Fuerzas Militares, debido a su importancia estratégica.

### Problemas medioambientales
- Tala y tráfico ilegal de madera.[6]
- Cultivos ilícitos y narcotráfico.[7]